# 日本特許情報機構
一般財団法人日本特許情報機構（にほんとっきょじょうほうきこう）は、1985年（昭和60年）に総合特許情報サービス機関として設立された一般財団法人である。英文名称のJapan Patent Information Organizationの頭文字を取って、Japio（ジャピオ）という通称で呼ばれている。

## 概要

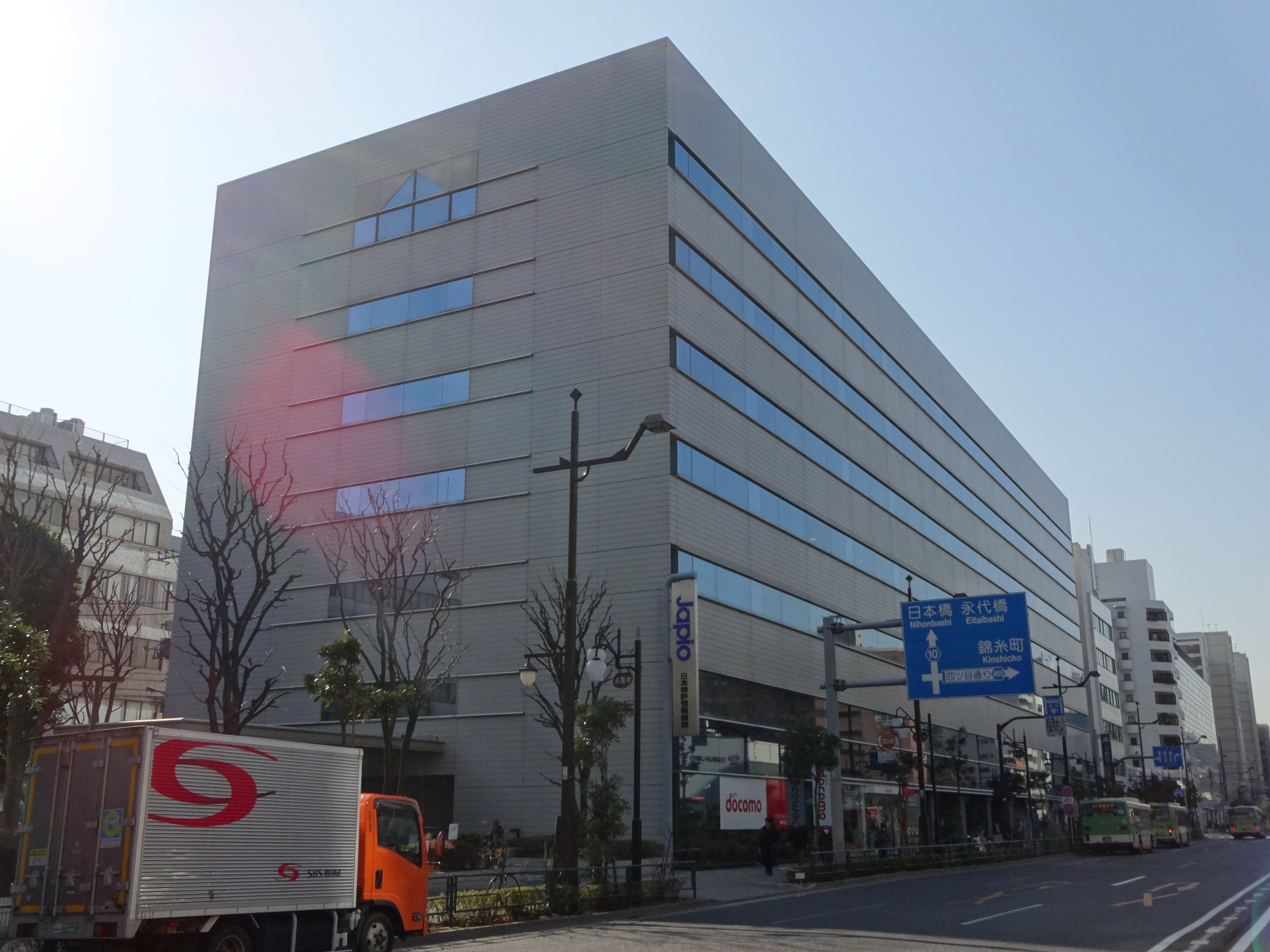
佐藤ダイヤビルディング

- 所在地：東京都江東区東陽4-1-7 佐藤ダイヤビルディング6F
- 理事長：細野　哲弘

財団法人時の所管官庁は経済産業省特許庁であった。

## 沿革
- 1970年 - 財団法人日本特許情報センター（Japatic）として設立
- 1978年 - 日本で最初の特許情報オンライン検索システムPATOLISのサービスを開始
- 1985年 - 社団法人発明協会の特許情報サービス部門を統合し、財団法人日本特許情報機構（Japio）となる
- 2001年 - PATOLISサービスを株式会社パトリスに営業譲渡
- 2006年 - 品質保証マネジメントシステム、情報セキュリティマネジメントシステム、プライバシーマークの認証を取得
- 2009年9月1日 - 財団法人から一般財団法人に移行
- 2022年7月1日 - 一般社団法人日本デザイン保護協会（JDPA）と合併

## 事業
- データベース

特許流通データベースについて、管理・運用を担っている。かつて存在した、独立行政法人工業所有権情報・研修館による特許電子図書館（IPDL）の管理・運用も行っていた。
- 検索

特許庁での商標出願審査のために、事前調査及び資料作成を行っている。また、特許庁の中小企業等先行技術調査支援事業を実施する機関のひとつである。
- 翻訳

特許庁の委託を受け、特許協力条約に基づき、日本の特許公開公報の英語要約を作成して外国の特許庁等に提供している。また、米国や欧州の特許公報等の日本語要約を作成している。